# Mario Breuer
Mario Breuer (Buenos Aires, 23 de mayo de 1956) es un ingeniero de sonido y productor discográfico argentino. Ha incursionado en una gran cantidad de géneros musicales, sobre todo y de manera destacada en el rock argentino. Es reconocido por su trabajo junto a Sumo, Charly García, Andrés Calamaro, Patricio Rey y sus Redonditos de Ricota, Luis Alberto Spinetta, entre muchos otros.

## Biografía
Nació en Buenos Aires, hijo de padres inmigrantes húngaros. Empezó su carrera musical a la edad de nueve años, tomando clases de batería. A los trece años formó un equipo de disc-jockeys y durante su adolescencia trabajó en grupos de rock y fiestas bailables. En el año 1975, ingresó a Fonema, una compañía discográfica pequeña en la que realizó todo tipo de actividades. Luego pasó a la multinacional EMI Odeon donde trabajó de Label Manager y Promotor. En el año 1979 viajó a Los Ángeles, (California); para estudiar Ingeniería de grabación y Producción Discográfica en la Universidad de California,(UCLA). Al finalizar sus estudios en la UCLA regresó a Buenos Aires y comenzó su ejercicio profesional trabajando con artistas de gran reconocimiento.
También trabajó con productores como Cachorro López o Andrew Loog Oldham. En el año 1992 abrió su propio estudio de grabación mezcla mastering y en 1998 creó «BreuerProd».; una productora de música orientada a producciones completamente independientes. Al día de hoy tiene créditos en 3500 producciones. Actualmente trabaja en su estudio ubicado en el primer piso de la productora MCL Records donde se dedica a hacer grabaciones, producciones artísticas, mezclas y masterings.

## Artistas vinculados
Entre los músicos más importantes de Latinoamérica que Mario Breuer produjo, se encuentran:
| - Andrés Calamaro - Javier Calamaro - Charly García - Los Abuelos de la Nada - Soda Stereo - Fito Páez - León Gieco - Sumo - Mercedes Sosa - NUM - Los Redonditos de Ricota - Los Enanitos Verdes - Los Fabulosos Cadillacs - Virus - Los Pericos - Ratones Paranoicos - Los Gardelitos - Perdón Música - Jardín de Piedra - Vlad Tepes | - Los Auténticos Decadentes - La Zimbabwe Reggae Band - La Cruda - Leo Maslíah - La Ley - Paiko - Aviadores del Chako - Luis Alberto Spinetta - Don Cornelio y La Zona - Viejas Locas - Intoxicados - Pappo | - Animales Del Norte - Los Tres - Lucybell - Alectrofobia - De Kiruza - Barbazul - Miguel Zavaleta - Os Paralamas do Sucesso - Mal Pasar - Don Cornelio y La Zona - Javier Bagalá - Basilico - Rip - Burning Caravan - Emisor |